# 清水里香
清水 里香（しみず りか、1998年〈平成10年〉9月15日 - ）は、日本のアイドル、インフルエンサー、ファッションプロデューサー。女性アイドルグループ・NMB48の元メンバーである。千葉県出身。フレイヴ エンターテインメント所属。愛称は「りかてぃー」。

## 略歴
NMB48の初代キャプテンであった山本彩のファンで、山本みたいな歌手になるという夢を抱き、締切ギリギリで応募した、NMB48の5期研究生オーディションに合格。2016年6月28日、大阪・難波のNMB48劇場で同グループ5期生10人のうちの一人として初お披露目された。
2016年
- 10月18日、神戸・ワールド記念ホールで行われた『NMB48 6th Anniversary Live』で“大組閣”と称したチーム再編が発表され、久代梨奈率いるチームBIIの研究生となる[5]。その後2017年10月12日、『NMB48 ARENA TOUR 2017』の大阪城ホール公演において、チームBIIへの正規メンバー昇格が発表された[6]。

2019年
- 1月1日、NMB48劇場の新春特別公演で発表された“大組閣”により、川上千尋率いるチームNへの異動が発表され[7]、同年3月10日より新体制での劇場公演を開始した[8]。

2020年
- 5月21日、自身のYouTubeチャンネル「りかてぃーびー」を立ち上げ、YouTuber活動を開始[動画 1]。同年11月15日、安田桃寧と共に派生ユニット「JEMINI」（ジェミニ）を結成し、NMB48劇場で1st LIVEを行った[動画 3]。

2021年
- 1月1日のNMB48劇場新春特別公演で概要発表された、『NAMBATTLE〜戦わなNMBちゃうやろっ!〜』では、グループEに配属された（5期生としては唯一のグループE参加）[9]。
- 3月30日『JEMINI 3rdLIVE〜sweet spring!〜』の公演で卒業を発表[10]。卒業に関しては、体調がすぐれないこともその理由に挙げている[11]。
- 6月15日、NMB48を卒業。
- 9月1日、元NMB48の植村梓らがメンバーの「mignon」（ミニョン）に期間限定で加入している（2022年4月末卒業）。

2022年
- 5月3日、NMB48卒業の理由となった体調不良について、膵臓の異常であったことを公表[12]。

2023年
- 2月3日、アイドルグループのプロデュースを行うことを発表[13]。
- 3月 - 4月、プロデュースするアイドルグループのオーディションが開催される[14]。
- 9月15日、プロデュースする7人組アイドルグループ「Party chuuuN!（ぱーてぃーちゅーん!）」の結成を発表[15]。

## 人物
- NMB48所属時のキャッチコピーは「りかてぃーと一緒にレッツパーてぃー! ピーチてぃーよりもりかてぃーを選んでね。」[16]。
- 自身が小学生の時に米国で人気を博したテレビドラマ『シークレット・アイドル ハンナ・モンタナ』の影響でギターを始め[16]、中学・高校時代は軽音楽部に入っていた[動画 2]。後述の冠公演やSHOWROOMでも、ギターを弾き語りする場面が見受けられる[17]。
- 兄が1人いる[16]。
- NMB48加入当時は高校3年生だったが、オーディションに受からなかったらアイドルはあきらめなさいと母に忠告されていたことを『TEPPENラジオ』出演時に明かしている[4]。
- 2020年12月23日付で村瀬紗英（1997年生）が卒業したことにより、同月末時点で残ったチームNメンバーとしては最年長者となっていた[18]。

## NMB48での参加曲

### シングル選抜曲
- 「僕以外の誰か」に収録
  - 太陽が坂道を昇る頃 - 「研究生」名義
- 「ワロタピーポー」に収録
  - 普通の水 - 「Team BII」名義
- 「欲望者」に収録
  - 匙を投げるな! - 「Team BII」名義
- 「僕だって泣いちゃうよ」に収録
  - 職務質問 - 「Team BII」名義
- 「床の間正座娘」に収録
  - 焼け木杭 - 「Team N」名義
  - 2番目のドア
- 「母校へ帰れ!」に収録
  - がっつきガールズ - 「Team N」名義
- 「初恋至上主義」に収録
  - ごめん、愛せないんだ - 「Team N」名義
- 「だってだってだって」に収録
  - 涯 - 「Team N」名義
- 「恋なんかNo thank you!」に収録
  - アイラブ豚まん
  - ダンシングハイ - 「Team N」名義

### アルバム収録曲
- 『難波愛〜今、思うこと〜』に収録
  - 難波愛

### 劇場公演ユニット曲
カトレア組「ここにだって天使はいる」公演
- この世界が雪の中に埋もれる前に

チームN 5th Stage「N Pride」公演
- 愛しさのdefense
- 西瓜BABY

## 出演

### ネット配信
- シャッフルアイランド season4（ABEMA）[19]

### イベント
- マイナビ 東京ガールズコレクション 2020 SPRING/SUMMER（2020年2月29日、国立代々木競技場第一体育館）[注 1][20][21]。

### 冠公演
ここでは、NMB48劇場の公演のうち、清水単独で行われた公演を記述する。
| 年     | 開催日  | タイトル                                   | 備考 |
| ------ | ------- | ------------------------------------------ | --- |
| 2018年 | 5月20日 | りかてぃーと一緒にレッツ!パーティー        | 『NMB48劇場スペシャルウィーク 単独十番勝負!』の一つとして開催。                                                                        |
| 2018年 | 12月4日 | 明日世界が終わるなら何をしようか           | 『NMB48劇場スペシャルウィーク 単独十番勝負!第二弾』の一つとして開催。                                                                  |
| 2020年 | 9月21日 | 清水里香 冠ライブ 〜22歳もよろしくにゃん〜 | 新型コロナウイルス感染症の流行に配慮し、観客定員数を68名に限定して開催された。 なお、誕生日当日（9月15日）には生誕祭も開催されている。 |